# آتاکنت
آتاکنت (به ترکی استانبولی: Atakent) شهری است در کشور ترکیه که در استان مرسین واقع شده‌است. جمعیت این شهر بر اساس سرشماری سال ۲۰۰۸ میلادی ۶٬۳۶۲ نفر و بر اساس برآوردهای سال ۲۰۰۹ میلادی ۷٬۱۱۲ نفر می‌باشد.